# 瑞士体育竞技场
瑞士体育竞技场（Swissporarena）是一座位于瑞士卢塞恩的多功能體育場，2011年建成，可容纳16,800名观众，主要承办足球比赛，现为瑞士足球超级联赛球队盧塞恩足球俱樂部主场。
2011年7月31日，瑞士体育竞技场首次举办比赛，盧塞恩足球俱樂部0比0战平圖恩足球俱樂部。